# مسحوق الكاري
مسحوق الكاري هو مزيج التوابل متفاوتة التركيب وهي أحد أساسيات مطبخ جنوب آسيا. وكلمة «كاري» مشتق من الكلمة التاميلة (kari) وتعني «صلصة، لنكهة الأرز». كان استخدام الكاري سائدا في جنوب آسيا قبل قدوم الأوروبيين في الهند، وفي الواقع قبل قدوم الأوروبيين بما يقرب من 4000 سنة. كان الكاري يستخدم في حضارة وادي السند مع مكونات رئيسية مثل الزنجبيل، ثوم، والكركم.